# Bodom After Midnight
Bodom After Midnight — финская мелодик-дэт-метал супергруппа, основанная Алекси Лайхо в 2020 году после распада Children of Bodom. Лайхо умер в конце 2020 года в возрасте 41 года. До этого коллектив успел отыграть несколько концертов, исполнив песни Children of Bodom, и записать дебютный мини-альбом Paint the Sky with Blood, выход которого состоялся 23 апреля 2021 года.

## История
1 ноября 2019 года Яска Раатикайнен, Хенкка Сеппяля и Янне Вирман сообщили о том, что покидают Children of Bodom, и что последний концерт с ними состоится 15 декабря. По словам Алекси Лайхо, во время их последнего тура по России в группе начали возрастать внутренние конфликты и ушедшие музыканты приняли решение покинуть коллектив по семейным причинам. Однако позже выяснилось, что право использования названия «Children of Bodom» принадлежат компании AA&Sewira Consulting Oy, которая, в свою очередь, принадлежит Раатикайнену, Сеппяле и Вирману, а Алекси Лайхо ранее продал свою долю в этой компании. 28 июня они подали заявку в Национальный совет по патентам и регистрации, которая была удовлетворена на пятилетний период. Таким образом, несмотря на то, что Лайхо являлся одним из основателей группы, их фронтменом и основным автором песен, он не имел права выступать под именем «Children of Bodom» без разрешения правообладателей.
Несмотря на это, в марте 2020 года Лайхо сформировал новую группу под названием Bodom After Midnight, названную в честь второго трека с альбома Follow the Reaper, в которую вошли оставшийся гитарист Children of Bodom Даниэль Фрейберг, барабанщик Paradise Lost Вальттери Вяюринен, бывший басист Santa Cruz Митя Тойвонен и Лаури Саломаа в качестве концертного клавишника. Лайхо подтвердил, что новая группа первоначально будет исполнять песни Children of Bodom, и были запланированы три концерта на лето. Но из-за пандемии COVID-19 они были отменены, и группа сфокусировалась на создании нового материала. В итоге, Bodom After Midnight отыграли свой первый концерт 23 октября в Хельсинки, на котором они исполнили 17 песен Children of Bodom.
9 ноября 2020 года группа вошла в студию Finnvox для записи первого альбома. 30 ноября музыканты сообщили, что весь материал был записан и готов для сведения. 2 декабря Bodom After Midnight подписали контракт с лейблом Napalm Records, запланировав на 2021 год выход нового материала, который будет содержать две новые песни.
4 января 2021 года было оглашено, что Алекси Лайхо скончался в конце декабря после продолжительных проблем со здоровьем. Несмотря на это, группа анонсировала выход первого мини-альбома, Paint the Sky with Blood, на 23 апреля 2021 года. По словам музыкантов, Лайхо бы сам хотел, чтобы эту работу выпустили после его смерти.

## Состав
Последний состав
- Алекси Лайхо — гитара, вокал (2020; умер в 2020)
- Даниэль Фрейберг — гитара (2020 — 2021)
- Митя Тойвонен — бас-гитара (2020 — 2021)
- Вальттери Вяюринен — ударные (2020 — 2021)

Концертные участники
- Лаури Саломаа — клавишные

## Дискография
- Paint the Sky with Blood (2021, мини-альбом)